# Henry Holt

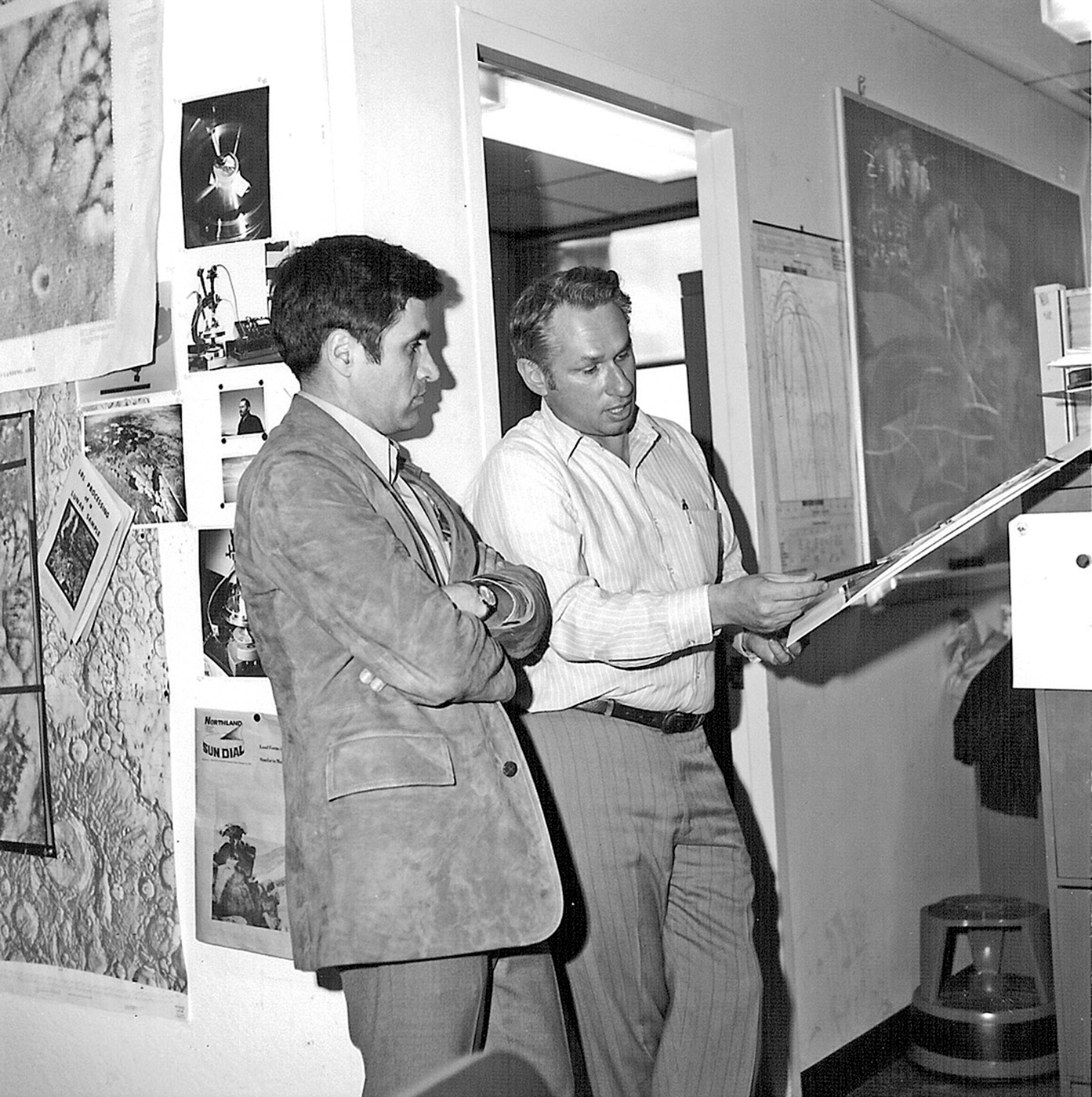
Henry Holt (z prawej) i Jack Schmitt

Henry E. Holt (ur. 27 września 1929 w Richwood, zm. 5 maja 2019 w Tempe) – amerykański geolog i astronom, odkrywca licznych planetoid i kilku komet.

## Życiorys
W 1962 uzyskał stopień doktora w dziedzinie geologii na Uniwersytecie Kolorado w Boulder. Pracował jako geolog planetarny dla United States Geological Survey i Uniwersytetu Północnej Arizony. Jako członek zespołów naukowych w programach kosmicznych Surveyor i Apollo badał właściwości geologiczne i fotometryczne powierzchni Księżyca. W 1986 przeszedł na emeryturę. Zajął się wówczas obserwacjami planetoid i komet w Obserwatorium Lowella i Obserwatorium Palomar. 

## Odkrycia
W latach 1989–1993 odkrył 690 planetoid (684 samodzielnie oraz 6 wspólnie z innymi astronomami). Jest również współodkrywcą komet okresowych: 121P/Shoemaker-Holt, 127P/Holt-Olmstead i 128P/Shoemaker-Holt oraz komet nieokresowych: C/1988 J1 (Shoemaker-Holt) i C/1988 L1 (Shoemaker-Holt-Rodriquez).

### Lista odkrytych planetoid
| (4502) Elizabethann  | 29 maja 1989     |
| (4544) Xanthus       | 31 marca 1989    |
| (4581) Asclepius     | 31 marca 1989    |
| (4642) Murchie       | 23 sierpnia 1990 |
| (4643) Cisneros      | 23 sierpnia 1990 |
| (4711) Kathy         | 31 maja 1989     |
| (4745) Nancymarie    | 9 lipca 1989     |
| (4955) Gold          | 17 września 1990 |
| (4958) Wellnitz      | 13 lipca 1991    |
| (5034) Joeharrington | 7 sierpnia 1991  |
| (5132) Maynard       | 22 czerwca 1990  |
| (5134) Ebilson       | 17 września 1990 |
| (5185) Alerossi      | 15 września 1990 |
| (5235) Jean-Loup     | 16 września 1990 |
| (5261) Eureka        | 20 czerwca 1990  |
| (5290) Langevin      | 30 lipca 1990    |
| (5338) Michelblanc   | 13 września 1991 |
| (5406) Jonjoseph     | 9 sierpnia 1991  |
| (5439) Couturier     | 14 września 1990 |
| (5442) Drossart      | 12 lipca 1991    |
| (5443) Encrenaz      | 14 lipca 1991    |
| (5444) Gautier       | 5 sierpnia 1991  |
| (5445) Williwaw      | 7 sierpnia 1991  |
| (5446) Heyler        | 5 sierpnia 1991  |
| (5447) Lallement     | 6 sierpnia 1991  |

| (5485) Kaula         | 11 września 1991    |
| (5519) Lellouch      | 23 sierpnia 1990    |
| (5523) Luminet       | 5 sierpnia 1991     |
| (5524) Lecacheux     | 15 września 1991    |
| (5584) Izenberg      | 31 maja 1989        |
| (5587) 1990 SB       | 16 września 1990    |
| (5594) Jimmiller     | 12 lipca 1991       |
| (5595) Roth          | 5 sierpnia 1991     |
| (5596) Morbidelli    | 7 sierpnia 1991     |
| (5597) Warren        | 5 sierpnia 1991     |
| (5598) Carlmurray    | 8 sierpnia 1991     |
| (5642) Bobbywilliams | 27 lipca 1990       |
| (5643) Roques        | 22 sierpnia 1990    |
| (5644) Maureenbell   | 22 sierpnia 1990    |
| (5833) Peterson      | 5 sierpnia 1991     |
| (5919) Patrickmartin | 5 sierpnia 1991     |
| (5920) 1992 SX17     | 30 września 1992    |
| (5963) 1990 QP2      | 24 sierpnia 1990    |
| (5964) 1990 QN4      | 23 sierpnia 1990    |
| (5965) 1990 SV15     | 16 września 1990    |
| (5971) Tickell       | 12 lipca 1991       |
| (5972) Harryatkinson | 5 sierpnia 1991     |
| (5977) 1992 TH1      | 1 października 1992 |
| (6011) Tozzi         | 29 sierpnia 1990    |
| (6013) Andanike      | 18 lipca 1991       |

| (6014) Chribrenmark    | 7 sierpnia 1991  |
| (6015) Paularego       | 7 sierpnia 1991  |
| (6016) Carnelli        | 7 sierpnia 1991  |
| (6017) 1991 PY11       | 7 sierpnia 1991  |
| (6018) Pierssac        | 7 sierpnia 1991  |
| (6045) 1991 RG9        | 11 września 1991 |
| (6046) 1991 RF14       | 13 września 1991 |
| (6069) Cevolani        | 8 sierpnia 1991  |
| (6131) Towen           | 27 lipca 1990    |
| (6132) Danielson       | 22 sierpnia 1990 |
| (6133) Royaldutchastro | 14 września 1990 |
| (6134) Kamagari        | 15 września 1990 |
| (6135) Billowen        | 14 września 1990 |
| (6154) Stevesynnott    | 22 sierpnia 1990 |
| (6242) 1990 OJ2        | 29 lipca 1990    |
| (6243) Yoder           | 27 lipca 1990    |
| (6311) Porubčan        | 15 września 1990 |
| (6312) Robheinlein     | 14 września 1990 |
| (6314) Reigber         | 17 września 1990 |
| (6328) 1991 NL1        | 12 lipca 1991    |
| (6386) Keithnoll       | 10 lipca 1989    |
| (6394) 1990 QM2        | 22 sierpnia 1990 |
| (6406) Mikejura        | 28 czerwca 1992  |
| (6407) 1992 PF2        | 2 sierpnia 1992  |
| (6453) 1991 NY         | 13 lipca 1991    |

| (6490) 1991 NR2      | 12 lipca 1991    |
| (6491) 1991 OA       | 16 lipca 1991    |
| (6641) Bobross       | 29 lipca 1990    |
| (6648) 1991 PM11     | 9 sierpnia 1991  |
| (6651) Rogervenable  | 10 września 1991 |
| (6652) 1991 SJ1      | 16 września 1991 |
| (6714) Montréal      | 29 lipca 1990    |
| (6715) Sheldonmarks  | 22 sierpnia 1990 |
| (6716) 1990 RO1      | 14 września 1990 |
| (6726) Suthers       | 5 sierpnia 1991  |
| (6781) Sheikumarkahn | 19 lipca 1990    |
| (6782) 1990 SU10     | 16 września 1990 |
| (6787) 1991 PF15     | 7 sierpnia 1991  |
| (6788) 1991 PH15     | 7 sierpnia 1991  |
| (6858) 1990 ST10     | 16 września 1990 |
| (6863) 1991 PX8      | 5 sierpnia 1991  |
| (6904) McGill        | 22 sierpnia 1990 |
| (6914) Becquerel     | 3 kwietnia 1992  |
| (6963) 1990 OQ3      | 27 lipca 1990    |
| (6974) Solti         | 27 czerwca 1992  |
| (7024) 1992 PA4      | 2 sierpnia 1992  |
| (7055) Fabiopagan    | 31 maja 1989     |
| (7057) Al-Fārābī     | 22 sierpnia 1990 |
| (7058) Al-Tūsī       | 16 września 1990 |
| (7059) Van Dokkum    | 18 września 1990 |

| (7060) Al-’Ijliya | 16 września 1990 |
| (7065) Fredschaaf | 2 sierpnia 1992  |
| (7085) 1991 PE    | 5 sierpnia 1991  |
| (7124) Glinos     | 24 lipca 1990    |
| (7180) 1991 NG1   | 12 lipca 1991    |
| (7181) 1991 PH12  | 7 sierpnia 1991  |
| (7183) 1991 RE16  | 15 września 1991 |
| (7184) 1991 RB25  | 11 września 1991 |
| (7190) 1993 GB1   | 15 kwietnia 1993 |
| (7191) 1993 MA1   | 18 czerwca 1993  |
| (7194) Susanrose  | 18 września 1993 |
| (7245) 1991 RN10  | 10 września 1991 |
| (7246) 1991 RP25  | 12 września 1991 |
| (7286) 1990 QZ4   | 24 sierpnia 1990 |
| (7337) 1990 QH1   | 22 sierpnia 1990 |
| (7339) 1991 RA16  | 15 września 1991 |
| (7411) 1990 QQ1   | 22 sierpnia 1990 |
| (7419) 1991 PN13  | 5 sierpnia 1991  |
| (7423) 1992 PT2   | 2 sierpnia 1992  |
| (7424) 1992 PS6   | 6 sierpnia 1992  |
| (7477) 1993 LC    | 13 czerwca 1993  |
| (7521) 1990 QS2   | 24 sierpnia 1990 |
| (7523) 1991 PF18  | 8 sierpnia 1991  |
| (7524) 1991 RW19  | 14 września 1991 |
| (7577) 1990 QV4   | 24 sierpnia 1990 |

| (7585) 1991 PK8        | 5 sierpnia 1991  |
| (7646) 1989 KE         | 29 maja 1989     |
| (7652) 1991 RL5        | 13 września 1991 |
| (7702) 1991 PO13       | 5 sierpnia 1991  |
| (7759) 1990 QD2        | 22 sierpnia 1990 |
| (7760) 1990 RW3        | 14 września 1990 |
| (7762) 1990 SY2        | 18 września 1990 |
| (7768) 1991 SX1        | 16 września 1991 |
| (7819) 1990 RR3        | 14 września 1990 |
| (7823) 1991 PF10       | 7 sierpnia 1991  |
| (7827) 1992 QE2        | 22 sierpnia 1992 |
| (7883) 1993 GD1        | 15 kwietnia 1993 |
| (7936) Mikemagee       | 30 lipca 1990    |
| (7937) 1990 QA2        | 22 sierpnia 1990 |
| (7938) 1990 SL2        | 17 września 1990 |
| (7941) 1991 NE1        | 12 lipca 1991    |
| (7943) 1991 PQ12       | 5 sierpnia 1991  |
| (7944) 1991 PR12       | 5 sierpnia 1991  |
| (7946) 1991 RV13       | 13 września 1991 |
| (8015) 1990 QT2        | 24 sierpnia 1990 |
| (8016) 1990 QW10       | 27 sierpnia 1990 |
| (8017) 1990 RM5        | 15 września 1990 |
| (8018) 1990 SW         | 16 września 1990 |
| (8027) Robertrushworth | 7 sierpnia 1991  |
| (8029) Miltthompson    | 15 września 1991 |

| (8090) 1991 RO23   | 15 września 1991     |
| (8160) 1990 MG     | 21 czerwca 1990      |
| (8162) 1990 SK11   | 16 września 1990     |
| (8170) 1991 PZ11   | 7 sierpnia 1991      |
| (8172) 1991 RP15   | 15 września 1991     |
| (8173) 1991 RX23   | 11 września 1991     |
| (8174) 1991 SL2    | 17 września 1991     |
| (8180) 1992 PY2    | 6 sierpnia 1992      |
| (8280) Petergruber | 7 sierpnia 1991      |
| (8281) 1991 PC18   | 8 sierpnia 1991      |
| (8292) 1992 SU14   | 30 września 1992     |
| (8362) 1990 QM1    | 22 sierpnia 1990     |
| (8364) 1990 RE5    | 15 września 1990     |
| (8365) 1990 RR5    | 15 września 1990     |
| (8380) Tooting     | 29 września 1992     |
| (8394) 1993 TM12   | 13 października 1993 |
| (8494) Edpatvega   | 25 lipca 1990        |
| (8495) 1990 QV1    | 22 sierpnia 1990     |
| (8510) 1991 PT8    | 5 sierpnia 1991      |
| (8511) 1991 PY10   | 7 sierpnia 1991      |
| (8512) 1991 PC11   | 7 sierpnia 1991      |
| (8513) 1991 PK11   | 9 sierpnia 1991      |
| (8514) 1991 PK15   | 7 sierpnia 1991      |
| (8528) 1992 SC24   | 29 września 1992     |
| (8655) 1990 QJ1    | 22 sierpnia 1990     |

| (8658) 1990 RG3  | 14 września 1990 |
| (8659) 1990 SE11 | 17 września 1990 |
| (8669) 1991 NS1  | 13 lipca 1991    |
| (8671) 1991 PW   | 5 sierpnia 1991  |
| (8673) 1991 RN5  | 13 września 1991 |
| (8689) 1992 PU3  | 5 sierpnia 1992  |
| (8701) 1993 LG2  | 15 czerwca 1993  |
| (8844) 1990 QR2  | 24 sierpnia 1990 |
| (8845) 1990 RD   | 14 września 1990 |
| (8859) 1991 PQ11 | 9 sierpnia 1991  |
| (9035) 1990 SH1  | 16 września 1990 |
| (9036) 1990 SJ16 | 17 września 1990 |
| (9045) 1991 PG15 | 7 sierpnia 1991  |
| (9046) 1991 PG17 | 9 sierpnia 1991  |
| (9048) 1991 RD24 | 12 września 1991 |
| (9049) 1991 RQ27 | 12 września 1991 |
| (9050) 1991 RF29 | 13 września 1991 |
| (9175) Graun     | 29 lipca 1990    |
| (9181) 1991 NP2  | 14 lipca 1991    |
| (9183) 1991 OW   | 18 lipca 1991    |
| (9185) 1991 PX17 | 7 sierpnia 1991  |
| (9188) 1991 RM15 | 15 września 1991 |
| (9332) 1990 SB1  | 16 września 1990 |
| (9343) 1991 PO11 | 9 sierpnia 1991  |
| (9345) 1991 RA10 | 12 września 1991 |

| (9347) 1991 RY21 | 15 września 1991 |
| (9348) 1991 RH25 | 11 września 1991 |
| (9584) Louchheim | 25 lipca 1990    |
| (9585) 1990 QY2  | 28 sierpnia 1990 |
| (9586) 1990 SG11 | 16 września 1990 |
| (9593) 1991 PZ17 | 7 sierpnia 1991  |
| (9595) 1991 RE11 | 13 września 1991 |
| (9596) 1991 RC22 | 15 września 1991 |
| (9608) 1992 PD2  | 2 sierpnia 1992  |
| (9627) 1993 LU1  | 15 czerwca 1993  |
| (9752) 1990 QZ1  | 22 sierpnia 1990 |
| (9753) 1990 QL3  | 28 sierpnia 1990 |
| (9754) 1990 QJ4  | 23 sierpnia 1990 |
| (9755) 1990 RR2  | 15 września 1990 |
| (9760) 1991 PJ13 | 5 sierpnia 1991  |
| (9763) 1991 RU17 | 13 września 1991 |
| (9846) 1990 OS1  | 29 lipca 1990    |
| (9847) 1990 QJ5  | 25 sierpnia 1990 |
| (9849) 1990 RF2  | 14 września 1990 |
| (9862) 1991 RA6  | 13 września 1991 |
| (9864) 1991 RT17 | 13 września 1991 |
| (9877) 1993 ST3  | 18 września 1993 |
| (9946) 1990 ON2  | 29 lipca 1990    |
| (9948) 1990 QB2  | 22 sierpnia 1990 |
| (9955) 1991 PU11 | 7 sierpnia 1991  |

| (10081) 1990 OW1  | 29 lipca 1990        |
| (10082) 1990 OF2  | 29 lipca 1990        |
| (10083) 1990 QE2  | 22 sierpnia 1990     |
| (10084) 1990 QC5  | 25 sierpnia 1990     |
| (10085) 1990 QF5  | 25 sierpnia 1990     |
| (10086) 1990 SZ   | 16 września 1990     |
| (10087) 1990 SG3  | 18 września 1990     |
| (10096) 1991 RK5  | 13 września 1991     |
| (10097) 1991 RV16 | 15 września 1991     |
| (10112) 1992 OP1  | 31 lipca 1992        |
| (10113) 1992 PX2  | 6 sierpnia 1992      |
| (10133) 1993 GC1  | 15 kwietnia 1993     |
| (10135) 1993 LZ1  | 13 czerwca 1993      |
| (10307) 1990 QX1  | 22 sierpnia 1990     |
| (10308) 1990 QC3  | 28 sierpnia 1990     |
| (10309) 1990 QC6  | 23 sierpnia 1990     |
| (10312) 1990 QT9  | 23 sierpnia 1990     |
| (10314) 1990 RF   | 14 września 1990     |
| (10317) 1990 SA15 | 17 września 1990     |
| (10336) 1991 PJ12 | 7 sierpnia 1991      |
| (10338) 1991 RB11 | 10 września 1991     |
| (10339) 1991 RK17 | 11 września 1991     |
| (10341) 1991 SC2  | 16 września 1991     |
| (10357) 1993 SL3  | 19 września 1993     |
| (10359) 1993 TU36 | 13 października 1993 |

| (10518) 1990 MC   | 18 czerwca 1990  |
| (10519) 1990 RO2  | 15 września 1990 |
| (10520) 1990 RS2  | 15 września 1990 |
| (10522) 1990 SN3  | 18 września 1990 |
| (10532) 1991 NA2  | 14 lipca 1991    |
| (10533) 1991 PT12 | 5 sierpnia 1991  |
| (10534) 1991 PV16 | 7 sierpnia 1991  |
| (10536) 1991 RZ8  | 11 września 1991 |
| (10537) 1991 RY16 | 15 września 1991 |
| (10548) 1992 PJ2  | 2 sierpnia 1992  |
| (10754) 1990 QV5  | 29 sierpnia 1990 |
| (10756) 1990 SJ2  | 17 września 1990 |
| (10757) 1990 SF3  | 18 września 1990 |
| (10759) 1990 SX16 | 17 września 1990 |
| (10783) 1991 RB9  | 11 września 1991 |
| (10826) 1993 SK16 | 19 września 1993 |
| (11046) 1990 OE4  | 30 lipca 1990    |
| (11047) 1990 QL1  | 22 sierpnia 1990 |
| (11048) 1990 QZ5  | 29 sierpnia 1990 |
| (11049) 1990 RK2  | 14 września 1990 |
| (11058) 1991 PN10 | 7 sierpnia 1991  |
| (11060) 1991 RA13 | 10 września 1991 |
| (11065) 1991 XE2  | 1 grudnia 1991   |
| (11285) 1990 QU3  | 22 sierpnia 1990 |
| (11287) 1990 SX   | 16 września 1990 |

| (11291) 1991 RZ10  | 10 września 1991 |
| (11310) 1993 SB15  | 19 września 1993 |
| (11525) 1991 RE25  | 11 września 1991 |
| (11539) 1992 PQ2   | 2 sierpnia 1992  |
| (11540) 1992 PV3   | 5 sierpnia 1992  |
| (11570) 1993 LE    | 14 czerwca 1993  |
| (11879) 1990 QR1   | 22 sierpnia 1990 |
| (11880) 1990 QQ4   | 24 sierpnia 1990 |
| (11882) 1990 RA3   | 14 września 1990 |
| (11883) 1990 RD5   | 15 września 1990 |
| (11901) 1991 PV11  | 7 sierpnia 1991  |
| (11902) 1991 PZ12  | 5 sierpnia 1991  |
| (12268) 1990 OY1   | 29 lipca 1990    |
| (12271) 1990 RC2   | 14 września 1990 |
| (12293) 1991 NV1   | 13 lipca 1991    |
| (12296) 1991 PL13  | 5 sierpnia 1991  |
| (12297) 1991 PT14  | 6 sierpnia 1991  |
| (12299) 1991 PV17  | 7 sierpnia 1991  |
| (12300) 1991 RX10  | 10 września 1991 |
| (12302) 1991 RV17  | 13 września 1991 |
| (12303) 1991 RB24  | 11 września 1991 |
| (12321) Zurakowski | 4 sierpnia 1992  |
| (12723) 1991 PD10  | 7 sierpnia 1991  |
| (12724) 1991 PZ14  | 6 sierpnia 1991  |
| (12725) 1991 PP16  | 7 sierpnia 1991  |

| (12726) 1991 PQ16   | 7 sierpnia 1991  |
| (12730) 1991 RU8    | 11 września 1991 |
| (12731) 1991 RW12   | 10 września 1991 |
| (12743) 1992 PL2    | 2 sierpnia 1992  |
| (12754) 1993 LF2    | 15 czerwca 1993  |
| (13040) 1990 OB4    | 29 lipca 1990    |
| (13041) 1990 OS4    | 25 lipca 1990    |
| (13043) 1990 QT4    | 24 sierpnia 1990 |
| (13047) 1990 RJ5    | 15 września 1990 |
| (13050) 1990 SY     | 16 września 1990 |
| (13054) 1990 ST15   | 16 września 1990 |
| (13065) 1991 PG11   | 9 sierpnia 1991  |
| (13066) 1991 PM13   | 5 sierpnia 1991  |
| (13067) 1991 PA15   | 6 sierpnia 1991  |
| (13071) 1991 RT5    | 13 września 1991 |
| (13072) 1991 RS8    | 11 września 1991 |
| (13073) 1991 RE15   | 15 września 1991 |
| (13074) 1991 RK15   | 15 września 1991 |
| (13089) 1992 PH2    | 2 sierpnia 1992  |
| (13090) 1992 PV2    | 6 sierpnia 1992  |
| (13091) 1992 PT3    | 5 sierpnia 1992  |
| (13514) Mikerudenko | 18 czerwca 1990  |
| (13515) 1990 SG12   | 19 września 1990 |
| (13524) 1991 OO     | 18 lipca 1991    |
| (13527) 1991 PJ15   | 7 sierpnia 1991  |

| (13528) 1991 PM16 | 7 sierpnia 1991      |
| (13532) 1991 RY8  | 11 września 1991     |
| (13535) 1991 RS13 | 13 września 1991     |
| (13536) 1991 RA15 | 15 września 1991     |
| (13578) 1993 MK   | 17 czerwca 1993      |
| (13944) 1990 OX1  | 29 lipca 1990        |
| (13945) 1990 OH2  | 29 lipca 1990        |
| (13946) 1990 OK3  | 27 lipca 1990        |
| (13947) 1990 QB5  | 24 sierpnia 1990     |
| (13948) 1990 QB6  | 24 sierpnia 1990     |
| (13949) 1990 RN3  | 14 września 1990     |
| (13950) 1990 RP9  | 14 września 1990     |
| (13961) 1991 PV   | 5 sierpnia 1991      |
| (13965) 1991 PL8  | 5 sierpnia 1991      |
| (13966) 1991 PR16 | 7 sierpnia 1991      |
| (13969) 1991 RK26 | 11 września 1991     |
| (13970) 1991 RH27 | 13 września 1991     |
| (14002) 1993 LW1  | 15 czerwca 1993      |
| (14009) 1993 TQ36 | 13 października 1993 |
| (14383) 1990 OY3  | 27 lipca 1990        |
| (14384) 1990 OH4  | 24 lipca 1990        |
| (14385) 1990 QG1  | 22 sierpnia 1990     |
| (14386) 1990 QN2  | 22 sierpnia 1990     |
| (14387) 1990 QE5  | 25 sierpnia 1990     |
| (14388) 1990 QO5  | 29 sierpnia 1990     |

| (14389) 1990 QR5  | 26 sierpnia 1990  |
| (14390) 1990 QP10 | 26 sierpnia 1990  |
| (14391) 1990 RE2  | 14 września 1990  |
| (14394) 1990 SP15 | 18 września 1990  |
| (14405) 1991 PE8  | 5 sierpnia 1991   |
| (14406) 1991 PP8  | 5 sierpnia 1991   |
| (14407) 1991 PQ8  | 5 sierpnia 1991   |
| (14408) 1991 PC16 | 6 sierpnia 1991   |
| (14414) 1991 RF6  | 13 września 1991  |
| (14417) 1991 RN13 | 13 września 1991  |
| (14418) 1991 RU16 | 15 września 1991  |
| (14419) 1991 RK23 | 15 września 1991  |
| (14422) 1991 SK2  | 16 września 1991  |
| (14423) 1991 SM2  | 16 września 1991  |
| (14442) 1992 SR25 | 30 września 1992  |
| (14452) 1992 WB9  | 25 listopada 1992 |
| (14864) 1990 QK4  | 23 sierpnia 1990  |
| (14866) 1990 RF1  | 14 września 1990  |
| (14867) 1990 RW4  | 15 września 1990  |
| (14881) 1991 PK   | 5 sierpnia 1991   |
| (14882) 1991 PP11 | 9 sierpnia 1991   |
| (14883) 1991 PT11 | 7 sierpnia 1991   |
| (14884) 1991 PH16 | 7 sierpnia 1991   |
| (14886) 1991 RL9  | 11 września 1991  |
| (14887) 1991 RQ14 | 15 września 1991  |

| (15253) 1990 QA4  | 23 sierpnia 1990     |
| (15254) 1990 QM4  | 23 sierpnia 1990     |
| (15256) 1990 RD1  | 14 września 1990     |
| (15280) 1991 PW11 | 7 sierpnia 1991      |
| (15281) 1991 PT16 | 7 sierpnia 1991      |
| (15283) 1991 RB8  | 12 września 1991     |
| (15284) 1991 RZ16 | 15 września 1991     |
| (15285) 1991 RW18 | 14 września 1991     |
| (15286) 1991 RJ22 | 15 września 1991     |
| (15287) 1991 RX25 | 12 września 1991     |
| (15288) 1991 RN27 | 11 września 1991     |
| (15302) 1992 TJ1  | 2 października 1992  |
| (15333) 1993 TS36 | 13 października 1993 |
| (15722) 1990 QV2  | 24 sierpnia 1990     |
| (15744) 1991 PU   | 5 sierpnia 1991      |
| (15746) 1991 PN8  | 5 sierpnia 1991      |
| (15747) 1991 RW23 | 11 września 1991     |
| (15748) 1991 RG25 | 11 września 1991     |
| (15777) 1993 LF   | 14 czerwca 1993      |
| (16470) 1990 OM2  | 29 lipca 1990        |
| (16471) 1990 OR3  | 27 lipca 1990        |
| (16472) 1990 OE5  | 27 lipca 1990        |
| (16473) 1990 QF2  | 22 sierpnia 1990     |
| (16474) 1990 QG3  | 28 sierpnia 1990     |
| (16475) 1990 QS4  | 24 sierpnia 1990     |

| (16476) 1990 QU4  | 24 sierpnia 1990     |
| (16477) 1990 QH5  | 25 sierpnia 1990     |
| (16485) 1990 RG2  | 14 września 1990     |
| (16486) 1990 RM3  | 14 września 1990     |
| (16488) 1990 RX8  | 13 września 1990     |
| (16490) 1990 ST2  | 18 września 1990     |
| (16491) 1990 SA3  | 18 września 1990     |
| (16500) 1990 SX10 | 16 września 1990     |
| (16537) 1991 PF11 | 8 sierpnia 1991      |
| (16538) 1991 PO12 | 5 sierpnia 1991      |
| (16539) 1991 PY12 | 5 sierpnia 1991      |
| (16540) 1991 PO16 | 7 sierpnia 1991      |
| (16541) 1991 PW18 | 8 sierpnia 1991      |
| (16546) 1991 RP5  | 13 września 1991     |
| (16548) 1991 RR9  | 10 września 1991     |
| (16549) 1991 RE10 | 12 września 1991     |
| (16550) 1991 RB13 | 10 września 1991     |
| (16551) 1991 RT14 | 15 września 1991     |
| (16585) 1992 QR   | 23 sierpnia 1992     |
| (16591) 1992 SY17 | 30 września 1992     |
| (16592) 1992 TM1  | 3 października 1992  |
| (16595) 1992 UU6  | 20 października 1992 |
| (16622) 1993 GG1  | 15 kwietnia 1993     |
| (16629) 1993 LK1  | 15 czerwca 1993      |
| (16651) 1993 TS11 | 13 października 1993 |

| (16652) 1993 TT12 | 13 października 1993 |
| (17430) 1989 KF   | 31 maja 1989         |
| (17449) 1990 OD5  | 27 lipca 1990        |
| (17450) 1990 QO4  | 23 sierpnia 1990     |
| (17453) 1990 RQ9  | 14 września 1990     |
| (17457) 1990 SC11 | 16 września 1990     |
| (17480) 1991 PE10 | 7 sierpnia 1991      |
| (17481) 1991 PE11 | 7 sierpnia 1991      |
| (17482) 1991 PY14 | 6 sierpnia 1991      |
| (17549) 1993 TW12 | 13 października 1993 |
| (18349) 1990 OV4  | 25 lipca 1990        |
| (18350) 1990 QJ2  | 22 sierpnia 1990     |
| (18351) 1990 QN5  | 29 sierpnia 1990     |
| (18354) 1990 RK5  | 15 września 1990     |
| (18355) 1990 RN9  | 14 września 1990     |
| (18356) 1990 SF1  | 16 września 1990     |
| (18357) 1990 SR2  | 18 września 1990     |
| (18358) 1990 SB11 | 16 września 1990     |
| (18370) 1991 NS2  | 12 lipca 1991        |
| (18371) 1991 PH10 | 7 sierpnia 1991      |
| (18372) 1991 RF16 | 15 września 1991     |
| (18373) 1991 RQ16 | 15 września 1991     |
| (18374) 1991 RA18 | 13 września 1991     |
| (18375) 1991 RC27 | 13 września 1991     |
| (18392) 1992 PT4  | 2 sierpnia 1992      |

| (18397) 1992 SF14 | 28 września 1992 |
| (19152) 1990 OB5  | 27 lipca 1990    |
| (19153) 1990 QB3  | 28 sierpnia 1990 |
| (19154) 1990 QX4  | 24 sierpnia 1990 |
| (19177) 1991 PJ11 | 9 sierpnia 1991  |
| (19179) 1991 RK8  | 12 września 1991 |
| (19180) 1991 RK16 | 15 września 1991 |
| (19206) 1992 PH4  | 2 sierpnia 1992  |
| (19207) 1992 QS1  | 24 sierpnia 1992 |
| (19987) 1990 QJ3  | 28 sierpnia 1990 |
| (19988) 1990 QW3  | 22 sierpnia 1990 |
| (20009) 1991 OY   | 18 lipca 1991    |
| (20011) 1991 PD13 | 5 sierpnia 1991  |
| (20013) 1991 RT26 | 11 września 1991 |
| (20014) 1991 RM29 | 13 września 1991 |
| (20034) 1992 PK2  | 2 sierpnia 1992  |
| (21041) 1990 QO1  | 22 sierpnia 1990 |
| (21043) 1990 RT2  | 15 września 1990 |
| (21044) 1990 SE1  | 16 września 1990 |
| (21045) 1990 SQ1  | 18 września 1990 |
| (21046) 1990 SH3  | 18 września 1990 |
| (21049) 1990 SU16 | 17 września 1990 |
| (21072) 1991 PU8  | 5 sierpnia 1991  |
| (21077) 1991 RG14 | 13 września 1991 |
| (21078) 1991 RR16 | 15 września 1991 |

| (21079) 1991 RR17 | 11 września 1991 |
| (21080) 1991 RD18 | 13 września 1991 |
| (21081) 1991 RC19 | 14 września 1991 |
| (21106) 1992 PO2  | 2 sierpnia 1992  |
| (21107) 1992 PZ4  | 4 sierpnia 1992  |
| (21152) 1993 MB1  | 17 czerwca 1993  |
| (22302) 1990 OG4  | 24 lipca 1990    |
| (22303) 1990 QE4  | 23 sierpnia 1990 |
| (22304) 1990 RU9  | 14 września 1990 |
| (22305) 1990 SD2  | 17 września 1990 |
| (22320) 1991 PH18 | 8 sierpnia 1991  |
| (22323) 1991 RC6  | 13 września 1991 |
| (22324) 1991 RQ9  | 10 września 1991 |
| (22325) 1991 RE19 | 14 września 1991 |
| (23484) 1991 NC1  | 12 lipca 1991    |
| (23488) 1991 PF12 | 7 sierpnia 1991  |
| (23489) 1991 PU16 | 7 sierpnia 1991  |
| (23491) 1991 RX17 | 13 września 1991 |
| (23492) 1991 RA20 | 14 września 1991 |
| (23494) 1991 SE2  | 16 września 1991 |
| (23510) 1992 PA2  | 4 sierpnia 1992  |
| (23511) 1992 PB2  | 4 sierpnia 1992  |
| (23512) 1992 PC3  | 6 sierpnia 1992  |
| (23513) 1992 PZ3  | 2 sierpnia 1992  |
| (24690) 1990 QX5  | 29 sierpnia 1990 |

| (24691) 1990 RH3  | 14 września 1990     |
| (24694) 1990 SZ2  | 18 września 1990     |
| (24702) 1991 OR   | 18 lipca 1991        |
| (24710) 1991 PX14 | 6 sierpnia 1991      |
| (24714) 1991 RT9  | 10 września 1991     |
| (24715) 1991 RZ15 | 15 września 1991     |
| (24716) 1991 RB19 | 14 września 1991     |
| (24720) 1991 SV1  | 16 września 1991     |
| (24784) 1993 TV12 | 13 października 1993 |
| (26100) 1990 QL5  | 29 sierpnia 1990     |
| (26103) 1990 SC3  | 18 września 1990     |
| (26111) 1991 OV   | 18 lipca 1991        |
| (26112) 1991 PG18 | 8 sierpnia 1991      |
| (26113) 1991 PL18 | 8 sierpnia 1991      |
| (26115) 1991 RG17 | 15 września 1991     |
| (26116) 1991 RW17 | 13 września 1991     |
| (26117) 1991 RX21 | 11 września 1991     |
| (26124) 1992 PG2  | 2 sierpnia 1992      |
| (26831) 1990 OC5  | 27 lipca 1990        |
| (26833) 1990 RE   | 14 września 1990     |
| (26834) 1990 RM9  | 14 września 1990     |
| (26838) 1991 RC9  | 11 września 1991     |
| (26839) 1991 RC10 | 12 września 1991     |
| (26853) 1992 UQ2  | 20 października 1992 |
| (27722) 1990 OB2  | 29 lipca 1990        |

| (27725) 1990 QF4  | 23 sierpnia 1990     |
| (27726) 1990 QM5  | 29 sierpnia 1990     |
| (27730) 1990 QU9  | 26 sierpnia 1990     |
| (27731) 1990 RK3  | 14 września 1990     |
| (27754) 1991 PP9  | 5 sierpnia 1991      |
| (27755) 1991 PD11 | 7 sierpnia 1991      |
| (27756) 1991 PS14 | 6 sierpnia 1991      |
| (27757) 1991 PO18 | 7 sierpnia 1991      |
| (27759) 1991 RE6  | 13 września 1991     |
| (27761) 1991 RL13 | 13 września 1991     |
| (27762) 1991 RD16 | 15 września 1991     |
| (27763) 1991 RN22 | 15 września 1991     |
| (29170) 1990 OA3  | 27 lipca 1990        |
| (29171) 1990 QK3  | 28 sierpnia 1990     |
| (29172) 1990 QL4  | 23 sierpnia 1990     |
| (29173) 1990 QW4  | 24 sierpnia 1990     |
| (29178) 1990 RW8  | 13 września 1990     |
| (29206) 1991 PX10 | 7 sierpnia 1991      |
| (29209) 1991 RV7  | 12 września 1991     |
| (29211) 1991 RY15 | 15 września 1991     |
| (29303) 1993 TO36 | 11 października 1993 |
| (30811) 1990 OD2  | 29 lipca 1990        |
| (30812) 1990 OZ4  | 25 lipca 1990        |
| (30815) 1990 QH2  | 22 sierpnia 1990     |
| (30816) 1990 QA6  | 29 sierpnia 1990     |

| (30818) 1990 RH2  | 14 września 1990     |
| (30820) 1990 RU2  | 15 września 1990     |
| (30823) 1990 SY15 | 16 września 1990     |
| (30846) 1991 PJ17 | 9 sierpnia 1991      |
| (30848) 1991 RZ19 | 14 września 1991     |
| (30849) 1991 RE20 | 14 września 1991     |
| (30880) 1992 PC2  | 2 sierpnia 1992      |
| (30884) 1992 SL23 | 30 września 1992     |
| (30915) 1993 GF1  | 15 kwietnia 1993     |
| (30926) 1993 TL13 | 14 października 1993 |
| (32798) 1990 OA2  | 29 lipca 1990        |
| (32799) 1990 QN1  | 22 sierpnia 1990     |
| (32801) 1990 RF5  | 15 września 1990     |
| (32803) 1990 SR1  | 18 września 1990     |
| (32804) 1990 SO2  | 17 września 1990     |
| (32805) 1990 SM3  | 18 września 1990     |
| (32819) 1991 PM15 | 8 sierpnia 1991      |
| (32820) 1991 PU19 | 8 sierpnia 1991      |
| (32822) 1991 RB16 | 15 września 1991     |
| (32848) 1992 MD   | 29 czerwca 1992      |
| (32856) 1992 SA25 | 30 września 1992     |
| (35077) 1990 OT2  | 30 lipca 1990        |
| (35082) 1990 RJ3  | 14 września 1990     |
| (35085) 1990 SL11 | 16 września 1990     |
| (35101) 1991 PL16 | 7 sierpnia 1991      |

| (35103) 1991 RZ14 | 15 września 1991     |
| (35104) 1991 RP17 | 11 września 1991     |
| (35105) 1991 RP23 | 15 września 1991     |
| (35131) 1992 PE2  | 2 sierpnia 1992      |
| (35132) 1992 PY3  | 2 sierpnia 1992      |
| (35175) 1993 TJ21 | 10 października 1993 |
| (35176) 1993 TK21 | 10 października 1993 |
| (37574) 1990 QE6  | 25 sierpnia 1990     |
| (37576) 1990 QW9  | 24 sierpnia 1990     |
| (37577) 1990 RG   | 14 września 1990     |
| (37578) 1990 RY2  | 15 września 1990     |
| (37581) 1990 SU15 | 16 września 1990     |
| (37590) 1991 RA14 | 13 września 1991     |
| (37605) 1992 PN2  | 2 sierpnia 1992      |
| (39533) 1990 QD3  | 28 sierpnia 1990     |
| (39534) 1990 RK1  | 14 września 1990     |
| (39560) 1992 PM2  | 2 sierpnia 1992      |
| (42488) 1991 RN17 | 11 września 1991     |
| (42489) 1991 RL18 | 13 września 1991     |
| (42499) 1992 PE3  | 6 sierpnia 1992      |
| (42513) 1993 SH15 | 18 września 1993     |
| (43788) 1990 RB3  | 14 września 1990     |
| (43799) 1991 PZ10 | 7 sierpnia 1991      |
| (43800) 1991 PP13 | 5 sierpnia 1991      |
| (43801) 1991 PL15 | 8 sierpnia 1991      |

| (43802) 1991 PY18 | 10 sierpnia 1991 |
| (43805) 1991 RQ5  | 13 września 1991 |
| (43807) 1991 RC11 | 13 września 1991 |
| (43808) 1991 RF11 | 13 września 1991 |
| (43809) 1991 RE14 | 13 września 1991 |
| (43810) 1991 RJ20 | 14 września 1991 |
| (43811) 1991 RA24 | 11 września 1991 |
| (43812) 1991 RJ29 | 13 września 1991 |
| (43823) 1992 SV24 | 29 września 1992 |
| (43824) 1992 SY24 | 30 września 1992 |
| (46552) 1990 RM1  | 14 września 1990 |
| (46564) 1991 RA11 | 10 września 1991 |
| (46565) 1991 RF17 | 15 września 1991 |
| (46566) 1991 RW21 | 11 września 1991 |
| (46567) 1991 RV23 | 11 września 1991 |
| (46569) 1991 SY1  | 16 września 1991 |
| (48446) 1990 RB1  | 14 września 1990 |
| (48454) 1991 PP12 | 5 sierpnia 1991  |
| (48455) 1991 PK13 | 5 sierpnia 1991  |
| (48459) 1991 RO5  | 13 września 1991 |
| (48460) 1991 RH6  | 13 września 1991 |
| (48463) 1991 RH14 | 13 września 1991 |
| (48464) 1991 RA17 | 15 września 1991 |
| (48465) 1991 RS20 | 14 września 1991 |
| (48466) 1991 RY29 | 12 września 1991 |

| (48542) 1993 TN13 | 14 października 1993 |
| (52286) 1990 QT1  | 22 sierpnia 1990     |
| (52287) 1990 QP4  | 23 sierpnia 1990     |
| (52299) 1991 NJ1  | 12 lipca 1991        |
| (52302) 1991 RL8  | 12 września 1991     |
| (52303) 1991 RU9  | 10 września 1991     |
| (52304) 1991 RB10 | 12 września 1991     |
| (52305) 1991 RR10 | 10 września 1991     |
| (52306) 1991 RF20 | 14 września 1991     |
| (52401) 1993 SS15 | 19 września 1993     |
| (55741) 1990 QZ3  | 22 sierpnia 1990     |
| (55752) 1991 PD12 | 7 sierpnia 1991      |
| (55754) 1991 RP18 | 13 września 1991     |
| (55792) 1993 SV3  | 18 września 1993     |
| (58166) 1990 OF3  | 29 lipca 1990        |
| (58167) 1990 QM3  | 28 sierpnia 1990     |
| (58169) 1990 SD3  | 18 września 1990     |
| (58173) 1990 SS10 | 16 września 1990     |
| (58174) 1990 SZ10 | 20 września 1990     |
| (58175) 1990 SE15 | 17 września 1990     |
| (58176) 1990 SN16 | 17 września 1990     |
| (58265) 1993 TJ12 | 14 października 1993 |
| (65682) 1990 QU2  | 24 sierpnia 1990     |
| (65683) 1990 QW5  | 29 sierpnia 1990     |
| (65684) 1990 QY5  | 29 sierpnia 1990     |

| (65691) 1991 PT10  | 7 sierpnia 1991      |
| (69315) 1992 UR2   | 20 października 1992 |
| (69329) 1993 GH1   | 15 kwietnia 1993     |
| (73683) 1990 RV3   | 14 września 1990     |
| (73684) 1990 SV    | 16 września 1990     |
| (73694) 1991 RL15  | 15 września 1991     |
| (73695) 1991 RL17  | 11 września 1991     |
| (73696) 1991 RQ19  | 14 września 1991     |
| (73697) 1991 RT29  | 12 września 1991     |
| (73714) 1992 SW14  | 30 września 1992     |
| (79137) 1991 PD15  | 6 sierpnia 1991      |
| (85176) 1990 RP2   | 15 września 1990     |
| (85177) 1990 SE3   | 18 września 1990     |
| (85187) 1991 PC12  | 7 sierpnia 1991      |
| (85188) 1991 PK12  | 7 sierpnia 1991      |
| (85193) 1991 RD19  | 14 września 1991     |
| (85254) 1993 TG12  | 14 października 1993 |
| (90719) 1991 RZ5   | 13 września 1991     |
| (90720) 1991 RS19  | 14 września 1991     |
| (90721) 1991 RC29  | 13 września 1991     |
| (96184) 1990 QH3   | 28 sierpnia 1990     |
| (100020) 1990 QH4  | 23 sierpnia 1990     |
| (100035) 1991 PO8  | 5 sierpnia 1991      |
| (100036) 1991 PM14 | 6 sierpnia 1991      |
| (100038) 1991 RD13 | 13 września 1991     |

| (100039) 1991 RO16 | 15 września 1991     |
| (100040) 1991 RQ17 | 11 września 1991     |
| (100042) 1991 SJ2  | 16 września 1991     |
| (118174) 1991 RO24 | 12 września 1991     |
| (120457) 1990 QZ2  | 28 sierpnia 1990     |
| (129460) 1992 PW2  | 6 sierpnia 1992      |
| (147957) 1993 TM21 | 10 października 1993 |
| (160510) 1990 RG1  | 14 września 1990     |
| (160511) 1990 SD11 | 16 września 1990     |
| (160514) 1991 PQ9  | 7 sierpnia 1991      |
| (168319) 1990 RW2  | 15 września 1990     |
| (200085) 1991 RR19 | 14 września 1991     |
| (204966) 1990 QX3  | 22 sierpnia 1990     |
| (233972) 1992 PZ5  | 3 sierpnia 1992      |
| (343827) 2011 HA24 | 11 września 1991     |
| 1. 2. 3. 4.        |                      |

## Upamiętnienie
W uznaniu jego zasług jedną z planetoid nazwano (4435) Holt, z kolei nazwa planetoidy (4582) Hank upamiętnia jego syna – Henry’ego Reida Holta.